# 阶梯金字塔
阶梯金字塔或阶梯形金字塔是一种建筑结构，它使用逐级后退的平台或台阶来获得类似于棱锥的完整形状。阶梯金字塔在世界上多个不同地方代表着历史上几种不同的文化。这些金字塔通常很大，由多层石头组成。该术语指的是具有相似设计的金字塔，它们相互独立出现，建立它们的不同文明之间没有明显的关联。

## 美索不达米亚

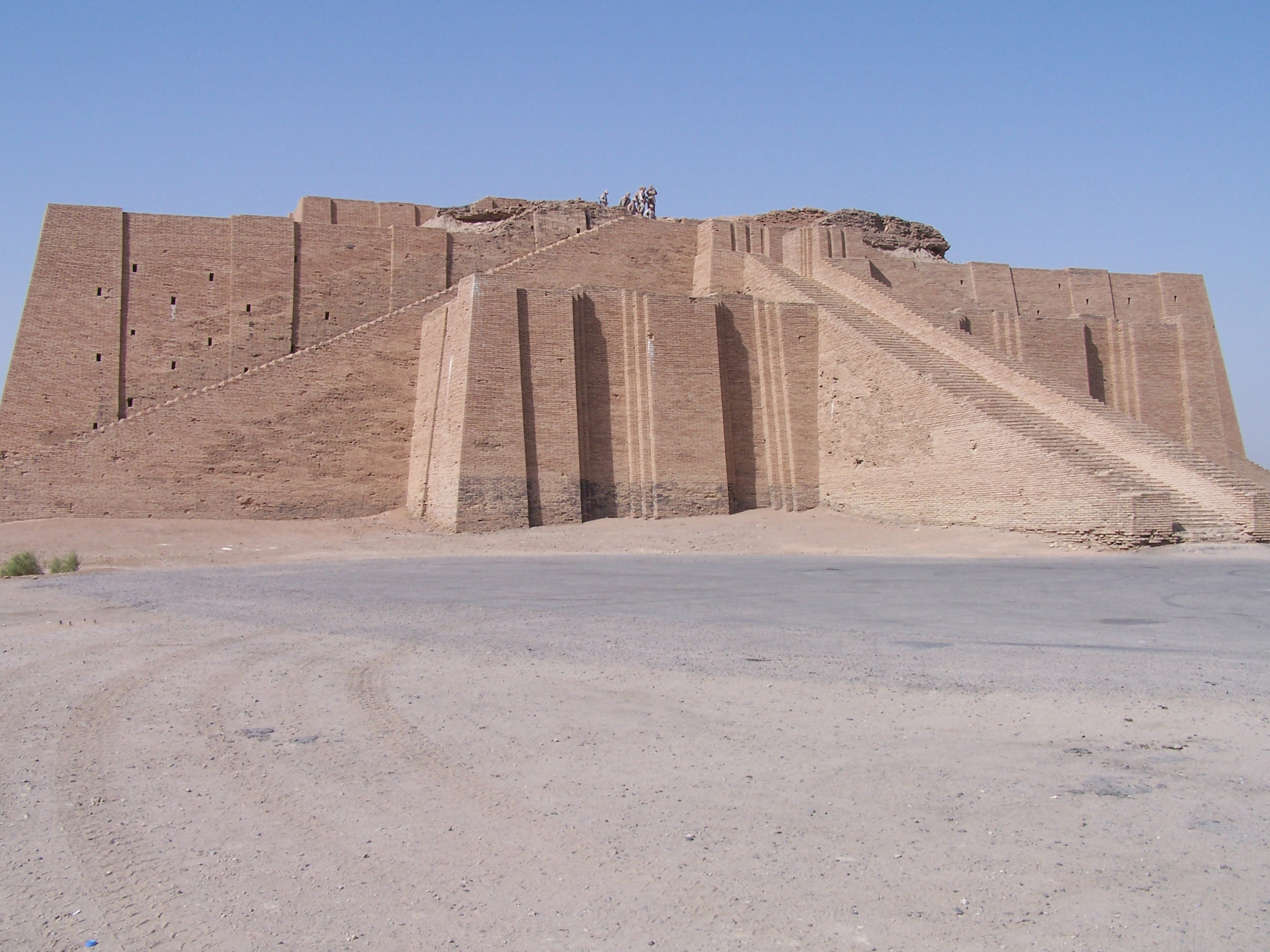
伊拉克南部4100年前的乌尔大神塔

金字形神塔是建造于古老的美索不达米亚山谷和伊朗高原西部的巨大的宗教纪念性建筑，其形式为逐级后退的阶梯形金字塔。美索不达米亚及其附近有32个已知的金字形神塔。其中28个在伊拉克，4个在伊朗。知名的神塔包括伊拉克纳西里耶附近的乌尔大神塔、伊拉克巴格达附近的阿卡尔库夫神塔、伊朗胡齐斯坦的恰高·占比尔，以及最近发现的伊朗卡尚附近的锡亚尔克遗址等。神塔由苏美尔人、巴比伦人、埃蘭人和亚述人建造，作为当地宗教的纪念性建筑。神塔的前身有可能是支撑在凸起平台或露台上的庙宇，其历史可追溯至公元前四千年的欧贝德时期，最晚可追溯至公元前六世纪。最早的神塔可能起源于苏美尔早王朝。神塔以退台形式建在矩形、椭圆或正方形平台上的垫高，为金字塔形结构。晒干的磚构成神塔的核心，外面有烧砖的饰面。饰面经常以不同的颜色上釉，可能具有占星学意义。国王有时在这些琉璃砖上刻上名字。神塔层数从2到7层不等，山顶有神龛或庙宇。进入神殿的途径是在神塔的一侧设置的一系列坡道，或者是从底部到山顶的螺旋坡道。它也被称为天堂之山或众神之山。

## 古埃及

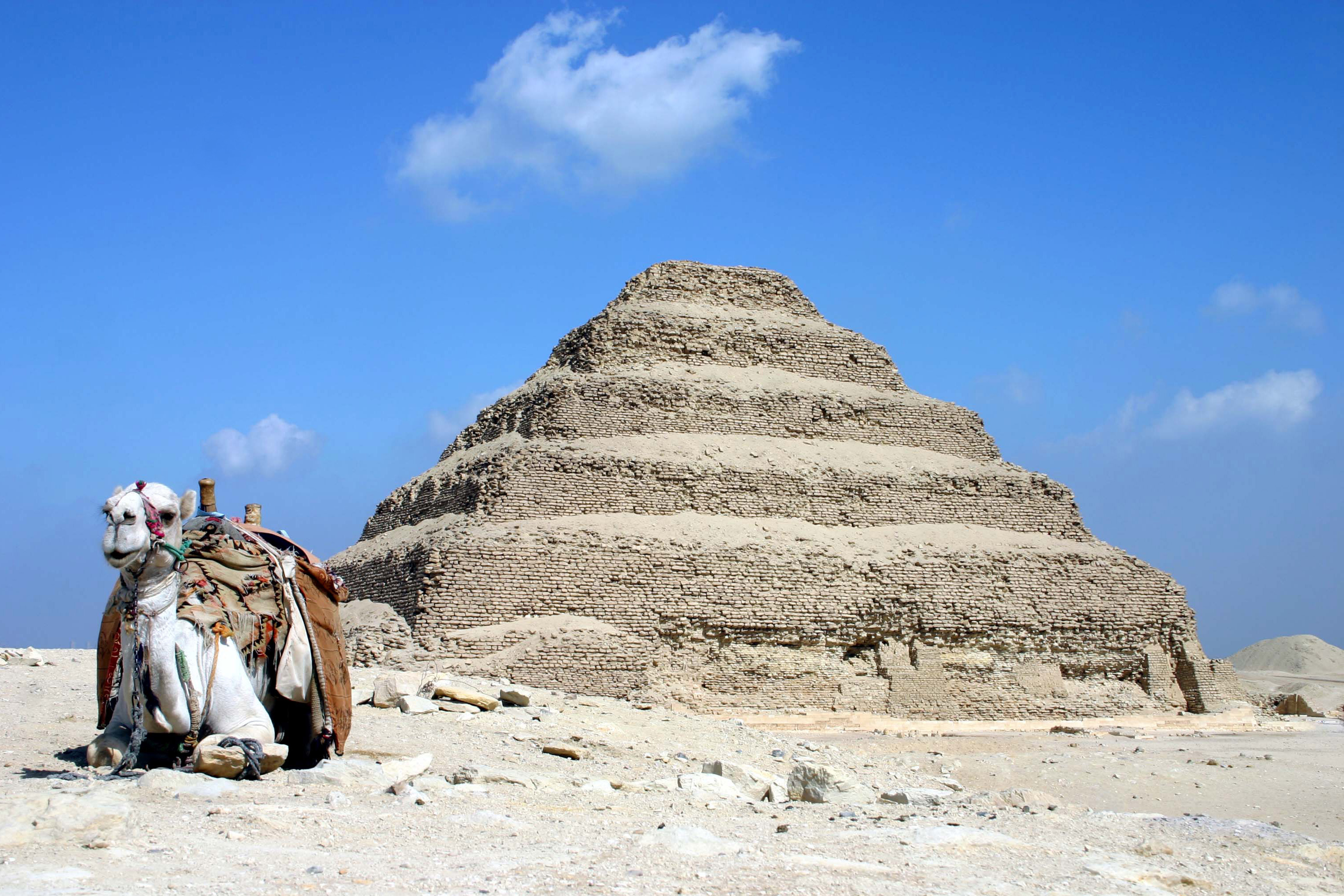
左塞爾金字塔，摄于2010年

埃及最早的金字塔是阶梯金字塔。在埃及第三王朝时期，建筑师印何闐设计了埃及的第一座阶梯金字塔，作为法老左塞尔的陵墓。该建筑由一系列六级依次缩小的馬斯塔巴（一种较早的坟墓）组成，一个叠在一个之上，形成七个层（包括屋顶）和四个侧面。后来的法老，包括塞汉赫特和哈巴，也建立了类似的结构，分别称为被掩埋的金字塔和层级金字塔。
到了埃及第四王朝，埃及人开始建造具有光滑面的“真正的金字塔”。这些金字塔最早出现在美杜姆，最初是为斯尼夫鲁建造的阶梯金字塔。斯尼夫鲁后来造了其他金字塔，包括代赫舒爾的曲折金字塔和紅金字塔，它们是第一批真正的金字塔。通过这项创新，埃及阶梯式金字塔的时代宣告结束。

## 非洲
伊博地区（Igboland）有一种独特的建筑结构：Nsude金字塔，位于尼日利亚伊博地区北部的Nsude镇。用黏土/泥土建造了十个金字塔形结构。第一层基础部分周长60英尺，高3英尺。上一层是周长45英尺。圆形不断堆叠，直到到达顶部。这些建筑是阿拉（Ala，不是伊斯兰教的“安拉”）/乌托（Uto）神神庙的殿堂，人们相信神就在顶上。一根棍子放在顶部，代表神的住所。这些建筑以五个一组、彼此平行的形式放置。由于它是由像努比亚的Deffufa一样的黏土/泥土建造而成，因此需要花费大量时间来进行定期重建。

## 欧洲

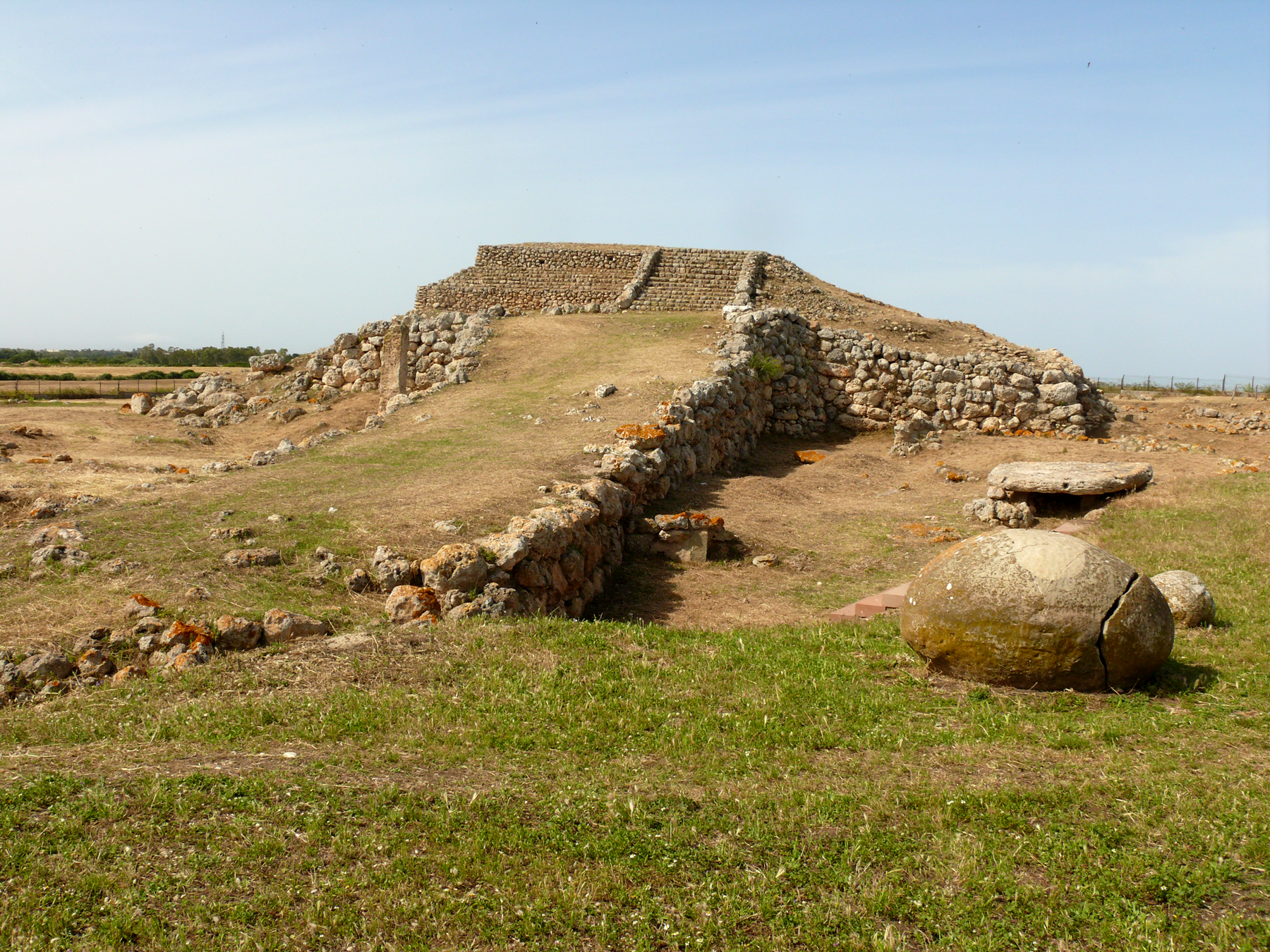
撒丁岛阿克德迪山

撒丁岛阿克德迪山考古遗址中有一座阶梯金字塔，其历史可追溯到公元前4世纪：“人造土丘上的梯形平台，由一条倾斜的堤道到达。一个矩形建筑坐落在平台上……平台可追溯到铜器时代（约公元前2700-2000年），随后在青铜时代早期（约公元前2000-1600年）有少量活动。土堆附近有几块立石，现在在土堆脚下的一块大石灰石板曾经用作祭坛。”

## 中美洲

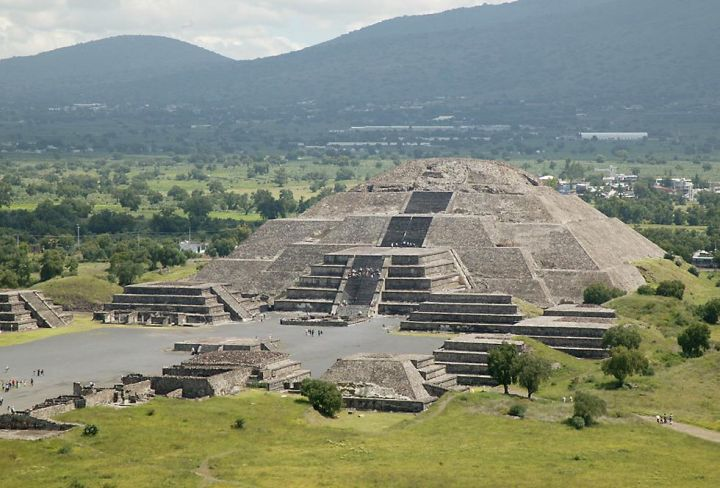
墨西哥特奥蒂瓦坎的月亮金字塔

阶梯式金字塔中最“高产”的建造者是前哥倫布時期文明。阶梯金字塔的遗迹遍布于尤卡坦半岛上的玛雅城市以及阿茲特克人和托尔特克人的建筑。许多情况下，金字塔一层覆盖一层，建立在先前存在的结构之上，使金字塔的大小不断扩大。乔鲁拉大金字塔和特諾奇提特蘭大神庙便是这样。

## 南美洲
阶梯金字塔也是南美诸如莫切文化和查文文化的建筑的一部分。

## 北美洲

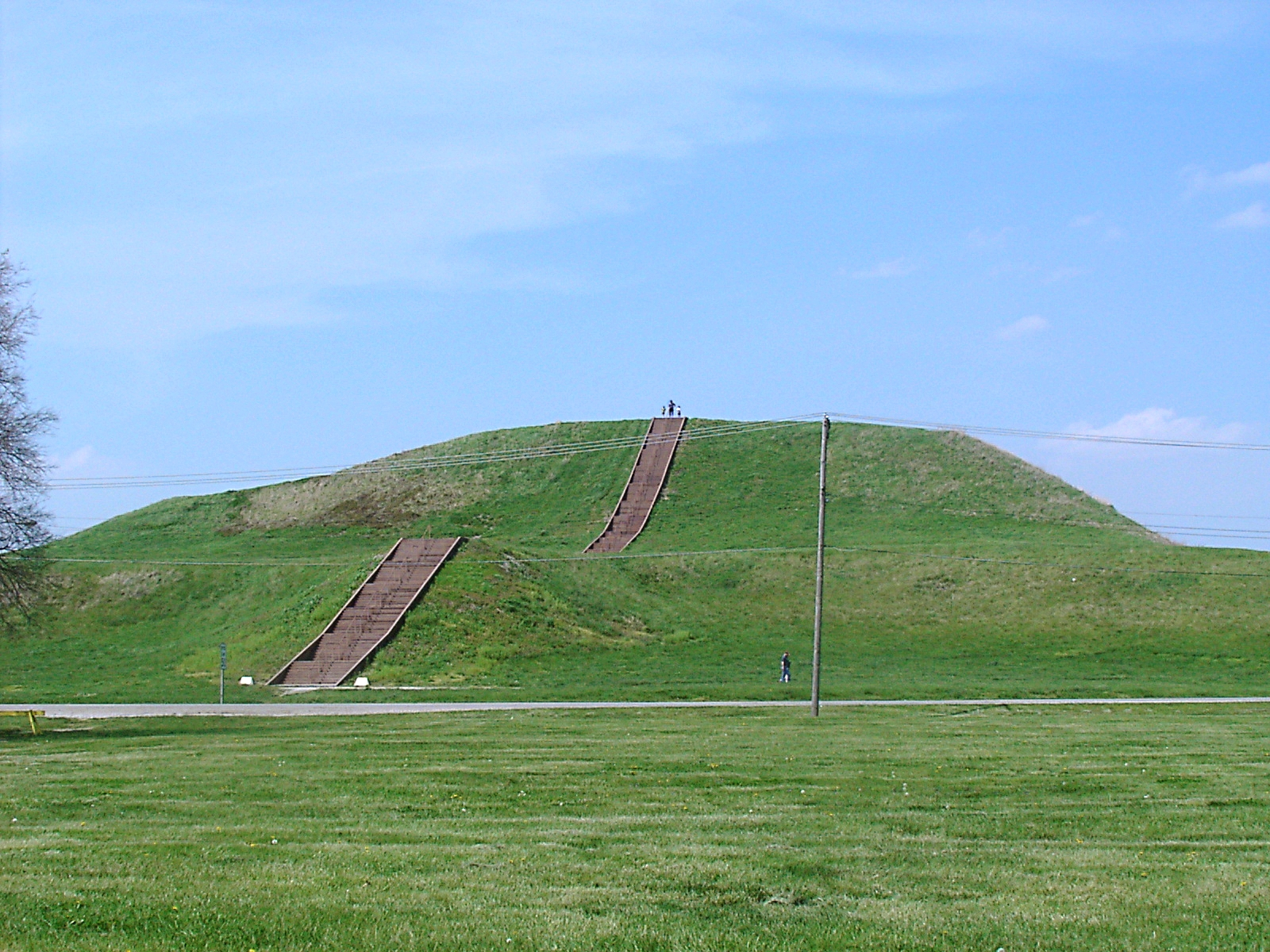
夏天的僧侣墩。混凝土阶梯遵循古代木制楼梯的大致路线。

北美有许多土工阶梯金字塔。阶梯金字塔通常与横跨东部林地（集中在北美东南部）的土墩和其他墓葬场所相关联，是密西西比文化（公元900-1500年）中作为仪式中心建造的，被视为东南仪式体系（Southeastern Ceremonial Complex）一个方面。
北美最大的此类土工阶梯金字塔是位于今伊利诺伊州卡霍基亚的僧侣墩。僧侣墩结构的基础超过16英亩，按面积计算是世界上最大的金字塔之一（仅次于旦达金字塔和乔鲁拉大金字塔）。

## 印度尼西亚

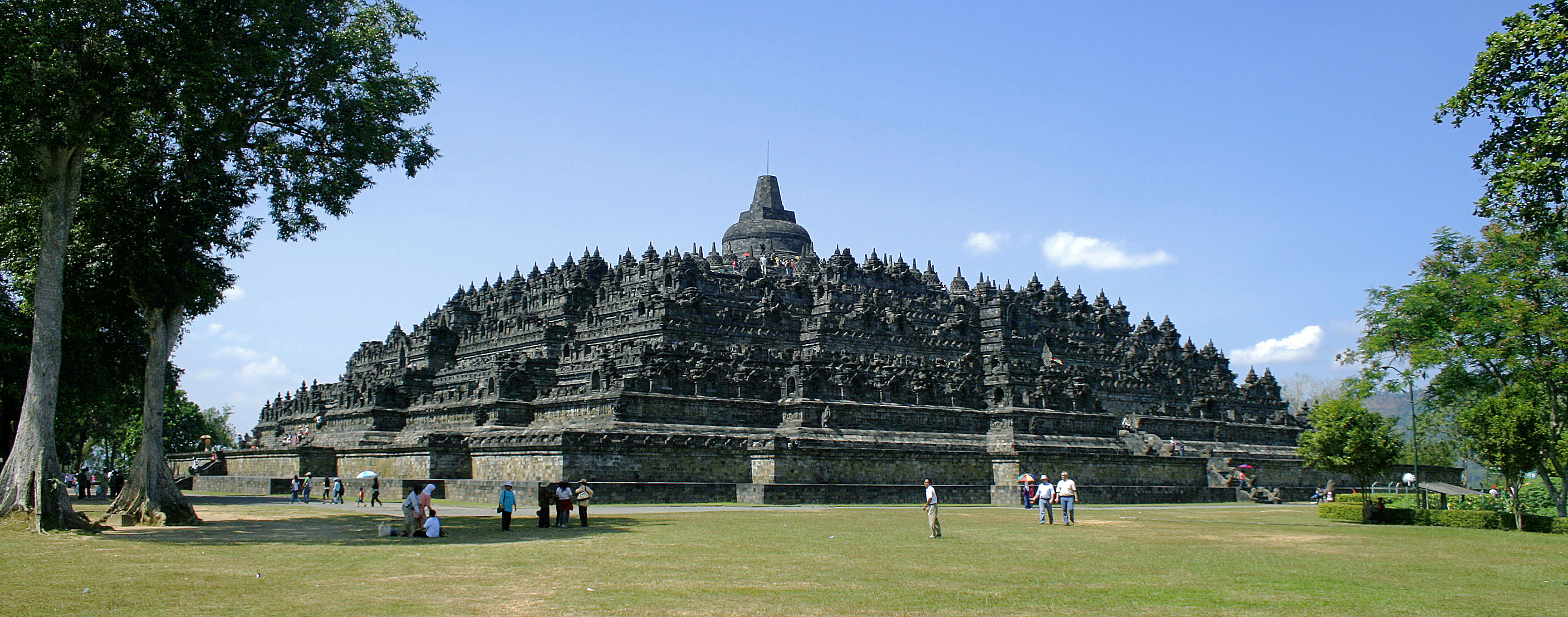
中爪哇省婆罗浮屠

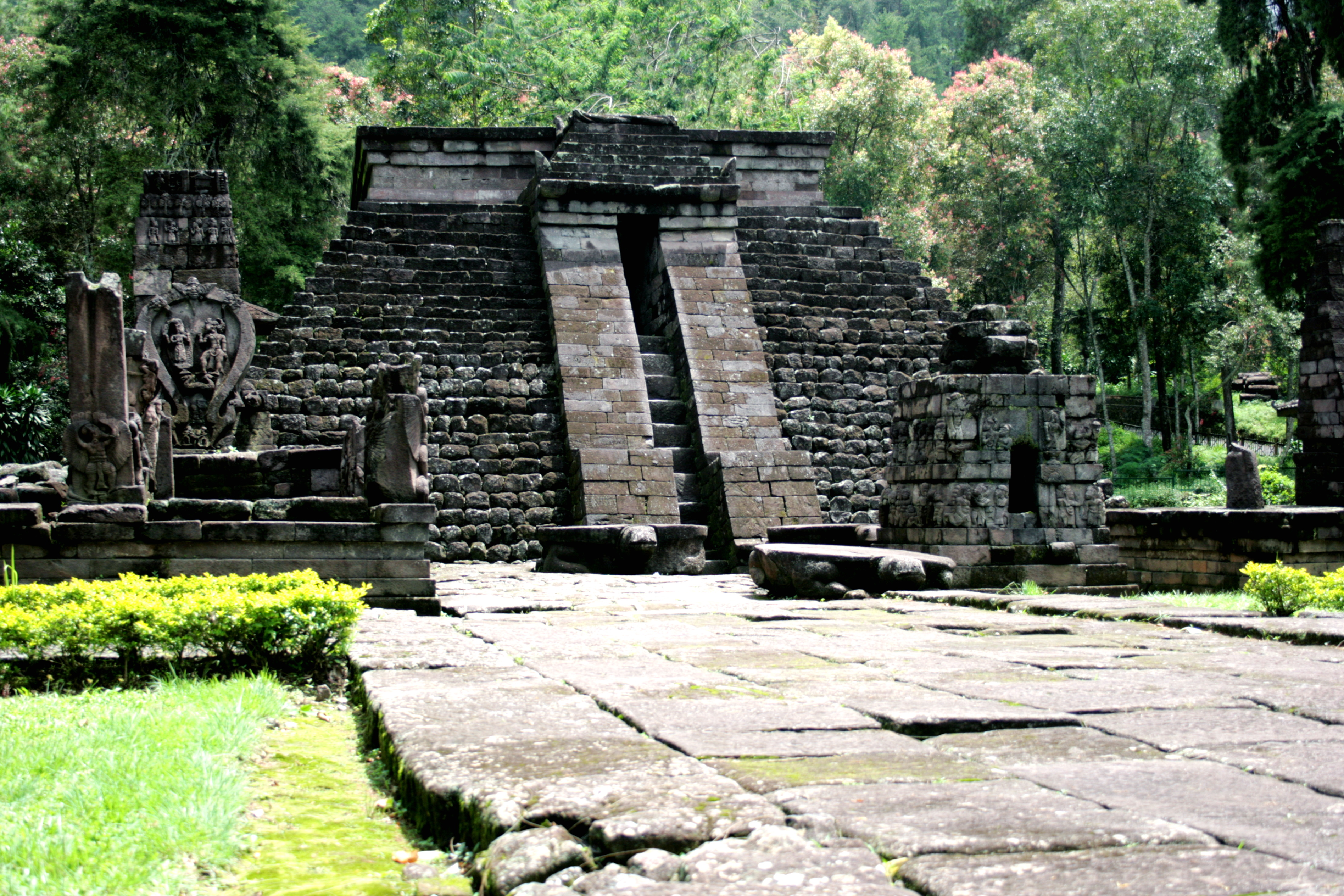
苏库寺的主金字塔

除了立石、石桌和石像外，印度尼西亚的南岛巨石文化还具有土石阶梯金字塔结构，在Cisolok附近的Pangguyangan遗址和Kuningan附近的Cipari发现的被称为“punden berundak”。石金字塔的建造是基于当地的信仰，即高山和高地是祖先灵魂的住所。
阶梯式金字塔是中爪哇8世纪婆羅浮屠佛教纪念碑的基本设计。然而，爪哇岛后来建造的寺庙受到印度建筑的影响，如普兰巴南寺庙有高耸的尖顶。在15世纪满者伯夷后期的爪哇，苏库寺展示了南洋人的土著元素的复兴，该寺庙在某种程度上和中美洲金字塔相似，类似的例子还有潘拿古南火山的阶梯金字塔。

### 延伸阅读
- Harriet Crawford, Sumer and the Sumerians, Cambridge University Press, (New York 1993), ISBN 0-521-38850-3.